# National Collegiate Basketball Hall of Fame
Le National Collegiate Basketball Hall of Fame, situé à Kansas City, dans le Missouri, est un temple de la renommée et un musée consacré au basket-ball universitaire américain. Le musée fait partie du College Basketball Experience créé par la National Association of Basketball Coaches (NABC), située au Sprint Center. Ce temple de la renommée est vu comme le pendant du Naismith Memorial Basketball Hall of Fame, en se spécialisant sur les personnalités qui ont contribué au succès du basket-ball universitaire. 
Le 17 novembre 2006, la NABC honore 180 joueurs, entraîneurs et autres contributeurs notables du basket-ball universitaire américain. Oscar Robertson, Bill Russell, Dean Smith, John Wooden et la famille du Dr James Naismith, sont sélectionnés pour figurer dans la promotion inaugurale.  
Le Naismith Memorial Basketball Hall of Fame situé à Springfield, Massachusetts a indiqué qu'il apporterait son aide dans leurs expositions. Les autres parties du College Basketball Experience sont appelées « The Entry Experience », « The Fan Experience », et « The Game ». La NABC a récemment renommé le tournoi universitaire Guardians Classic en CBE Classic afin de le promouvoir.

## Liste des membres
| Année | Entraîneurs | Joueurs | Contributeurs |
| ----- | --- | --- | --- |
| 2006  | Phog Allen, Harold Anderson, Sam Barry, Ernest Blood, Jim Boeheim, Larry Brown, Jim Calhoun, Howard Cann, Clifford Carlson, Lou Carnesecca, Ben Carnevale, Pete Carril, Everett Case, John Chaney, Denny Crum, Chuck Daly, Everett Dean, Edgar Diddle, Bruce Drake, Clarence Gaines, Jack Gardner, Amory Gill, Marv Harshman, Don Haskins, Edgar Hickey, Howard Hobson, Henry Iba, Doggie Julian, Frank Keaney, George Keogan, Bobby Knight, Mike Krzyzewski, John Kundla, Ward Lambert, Ken Loeffler, Dutch Lonborg, Pete Newell, Arad McCutchan, Al McGuire, Frank McGuire, John McLendon, Walter Meanwell, Ray Meyer, Ralph Miller, Lute Olson, Jack Ramsay, Adolph Rupp, Leonard Sachs, Everett Shelton, Dean Smith, Fred Taylor, John Thompson, Stan Watts, Roy Williams, John Wooden, Phil Woolpert | Kareem Abdul-Jabbar, Nate Archibald, Paul Arizin, Rick Barry, Charles Barkley, Elgin Baylor, Walt Bellamy, Dave Bing, Larry Bird, Bill Bradley, Wilt Chamberlain, Krešimir Ćosić, Bob Cousy, Dave Cowens, Billy Cunningham, Bob Davies, Forrest DeBernardi, Dave DeBusschere, Clyde Drexler, Joe Dumars, Paul Endacott, Alex English, Julius Erving, Harold Foster, Walt Frazier, Joe Fulks, Harry Gallatin, George Gervin, Tom Gola, Gail Goodrich, Hal Greer, Cliff Hagan, Vic Hanson, John Havlicek, Elvin Hayes, Marques Haynes, Tom Heinsohn, Bob Houbregs, Bailey Howell, Chuck Hyatt, Dan Issel, Buddy Jeannette, Magic Johnson, Skinny Johnson, Donald Neil Johnston, K.C. Jones, Sam Jones, Edward Krause, Bob Kurland, Bob Lanier, Clyde Lovellette, Jerry Lucas, Hank Luisetti, Bob McAdoo, Branch McCracken, Jack McCracken, Kevin McHale, Ed Macauley, Pete Maravich, Slater Martin, Dick McGuire, George Mikan, Vern Mikkelsen, Earl Monroe, Calvin Murphy, Stretch Murphy, Harlan Page, Robert Parish, Bob Pettit, Andy Phillip, Jim Pollard, Frank Ramsey, Willis Reed, Arnie Risen, Oscar Robertson, John Roosma, Bill Russell, Dolph Schayes, Ernest Schmidt, John Schommer, Barney Sedran, Bill Sharman, Christian Steinmetz, Maurice Stokes, Isiah Thomas, David Thompson, John Cat Thompson, Nate Thurmond, Jack Twyman, Wes Unseld, Robert Vandivier, Bill Walton, Bobby Wanzer, Jerry West, Dominique Wilkins, Lenny Wilkens, John Wooden, James Worthy, George Yardley | Clair Bee, Hubie Brown, John Bunn, Alva Duer, Wayne Embry, Harry Fisher, Dave Gavitt, Edward Hickox, Paul Hinkle, Emil Liston, Ralph Morgan, James Naismith, C. M. Newton, John O'Brien, Harold Olsen, Arthur Schabinger, Lynn St. John, Ed Steitz, W.R. Clifford Wells |
| 2007  | Guy Lewis, Norm Stewart, Lefty Driesell | Austin Carr, Dick Groat, Dick Barnett | Vic Bubas |
| 2008  | Jim Phelan, Nolan Richardson | Arnie Ferrin, Danny Manning | Billy Packer, Dick Vitale |
| 2009  | Gene Bartow, Jud Heathcote | Travis Grant, Wayman Tisdale | Walter Byers, Bill Wall |
| 2010  | Tex Winter, Davey Whitney | Christian Laettner, Sidney Wicks | Wayne Duke, Tom Jernstedt |
| 2011  | Eddie Sutton | Ralph Sampson, Cazzie Russell, Chris Mullin | Joe Vancisin, Eddie Einhorn |
| 2012  | Joe B. Hall, Dave Robbins | Patrick Ewing, Phil Ford, Ken Sailors | Joe Dean, Jim Host |
| 2013  | Gene Keady, Rollie Massimino | Bob Hopkins, Marques Johnson, Xavier McDaniel, Tom McMillen | George Killian, George Raveling |
| 2014  | Dale Brown, Gary Williams | Zelmo Beaty, Darrell Griffith, Grant Hill, Shaquille O'Neal | Howard Garfinkel, Glen Wilkes |
| 2015  | Don Donoher, Caesar Felton Gayles, Lou Henson | Rolando Blackman, Quinn Buckner, Ed Ratleff, Charlie Scott | |
| 2016  | Hugh Durham, Mike Montgomery | Mark Aguirre, Bob Boozer, Doug Collins, Lionel Simmons, Jamaal Wilkes | |
| 2017  | Bo Ryan | Tim Duncan, Paul Silas, John Stockton, Cleo Hill, Scott May, Rick Mount, Jay Williams | |
| 2018  | John Kresse, Danny Miles | Otis Birdsong, Sean Elliott, Sidney Moncrief, Sam Perkins, Marvin Webster, Paul Westphal | |

Chaque année, certains membres de promotions sont honorés lors de cérémonies d'intronisation :

• Kareem Abdul-Jabbar est honoré en 2007

• Charles Barkley est honoré en 2008

• Larry Bird et Magic Johnson sont honorés en 2009

• Jerry West et David Thompson sont honorés en 2010

• Bob Knight et James Worthy sont honorés en 2011

• Clyde Lovellette, Willis Reed et Earl Monroe sont honorés en 2012